# Подолесье (Кобринский район)
Подоле́сье (бел. Падалессе) — деревня в Кобринском районе Брестской области Белоруссии. Входит в состав Буховичского сельсовета.
По данным на 1 января 2016 года население составило 55 человек в 27 домохозяйствах.

## География
Деревня расположена в 11 км к северо-востоку от города Кобрин и в 55 км к востоку от Бреста, у автодороги Р2 Кобрин-Ивацевичи.
На 2012 год площадь населённого пункта составила 0,41 км² (41 га).

## История
Населённый пункт известен с 1599 года как село Полодесское. В разное время население составляло:
- 1999 год: 31 хозяйство, 78 человек;
- 2009 год: 56 человек;
- 2016 год[2]: 27 хозяйств, 55 человек;
- 2019 год[1]: 64 человека.